# Швалев, Фёдор Михайлович
Фёдор Михайлович Швалев (21 декабря 1949 (75 лет)) — депутат Государственной Думы четвёртого и пятого созывов. Член фракции «Единая Россия». Член Комитета по энергетике, транспорту и связи.

## Образование
В 1972 году окончил Волгоградский политехнический институт.
В 1973-1975 гг. проходил службу в Дальневосточном военном округе, уволился в запас в звании старшего лейтенанта.
В 1982 году стал директором Калачевского судоремонтного судостроительного завода.
В 1992 году стал заместителем главы администрации Калачевского района Волгоградской области.
В 1992-1997 гг. — заместитель генерального директора судоходной компании «Донречфлот» г. Ростов-на-Дону.
В 1997-2002 гг. — заместитель главы администрации Ростовской области по промышленности, торговле, транспорту, связи и дорожному комплексу.
В 2002-2004 гг. — председатель Совета директоров компании ЗАО «Азово-Донское пароходство».
В 2007 г. избран депутатом Государственной Думы V созыва в составе федерального списка кандидатов, выдвинутого Всероссийской политической партией «Единая Россия».

## Награды
- Орден Почета;
- Медаль «300 лет Российскому Флоту»;
- Медаль «Адмирал Нахимов».

## Личная жизнь
Женат, имеет двоих сыновей.